# Cabinet Seehofer I
Pour les articles homonymes, voir Cabinet Seehofer.
État libre de Bavière
Beckstein Seehofer II
Le cabinet Seehofer I (en allemand : Kabinett Seehofer I) est le gouvernement du Land allemand de la Bavière entre le 30 octobre 2008 et le 8 octobre 2013, durant la seizième législature du Landtag.

## Coalition et majorité
Dirigé par le nouveau ministre-président conservateur Horst Seehofer, précédemment ministre fédéral de l'Agriculture, ce gouvernement est constitué et soutenu par une « coalition noire-jaune » entre l'Union chrétienne-sociale en Bavière (CSU) et le Parti libéral-démocrate (FDP), qui disposent ensemble de 108 députés sur 187, soit 57,8 % des sièges au Landtag.
Il est formé à la suite des élections législatives régionales du 28 septembre 2008, au cours desquelles la CSU perd la majorité absolue qu'elle avait acquise en 1962. Le président du parti, Erwin Huber, et le ministre-président Günther Beckstein renoncent alors à leurs responsabilités et la CSU choisit Seehofer pour les remplacer simultanément. Pour la première fois depuis 1960, un gouvernement de coalition est formé, les libéraux faisant ainsi leur retour dans l'exécutif régional.
Lors des élections législatives régionales du 15 septembre 2013, les chrétiens-sociaux se redressent nettement et retrouvent une majorité de sièges, tandis que le FDP perd sa représentation parlementaire. N'ayant plus besoin d'allié pour gouverner, le ministre-président sortant constitue alors le cabinet Seehofer II avec uniquement des ministres conservateurs.

## Composition

### Initiale (30 octobre 2008)
- Les nouveaux ministres sont indiqués en gras, ceux ayant changé d'attribution en italique.

| Poste | Nom | Nom                                                         | Parti |
| --- | --- | ----------------------------------------------------------- | ----- |
| Ministre-président                                                                                               |     | Horst Seehofer                                              | CSU   |
| Premier vice-ministre-président Ministre de l'Économie, des Infrastructures, des Transports et de la Technologie |     | Martin Zeil                                                 | FDP   |
| Deuxième vice-ministre-président Ministre de l'Intérieur                                                         |     | Joachim Herrmann                                            | CSU   |
| Ministre de la Justice et de la Protection des consommateurs                                                     |     | Beate Merk                                                  | CSU   |
| Ministre de la Science, de la Recherche et de la Culture                                                         |     | Wolfgang Heubisch                                           | FDP   |
| Ministre de l'Enseignement et de l'Éducation                                                                     |     | Ludwig Spaenle                                              | CSU   |
| Ministre des Finances                                                                                            |     | Georg Fahrenschon                                           | CSU   |
| Ministre de l'Environnement et de la Santé                                                                       |     | Markus Söder                                                | CSU   |
| Ministre de l'Alimentation, de l'Agriculture et des Forêts                                                       |     | Helmut Brunner                                              | CSU   |
| Ministre du Travail et de l'Ordre social, de la Famille et des Femmes                                            |     | Christine Haderthauer                                       | CSU   |
| Ministre avec attributions spéciales Directeur de la chancellerie régionale                                      |     | Siegfried Schneider (jusqu'au 17/03/2011) Marcel Huber (de) | CSU   |
| Ministre avec attributions spéciales Chargée des Affaires fédérales et européennes                               |     | Emilia Müller                                               | CSU   |

### Remaniement du 4 novembre 2011
- Les nouveaux ministres sont indiqués en gras, ceux ayant changé d'attribution en italique.

| Poste | Nom | Nom                   | Parti |
| --- | --- | --------------------- | ----- |
| Ministre-président                                                                                               |     | Horst Seehofer        | CSU   |
| Premier vice-ministre-président Ministre de l'Économie, des Infrastructures, des Transports et de la Technologie |     | Martin Zeil           | FDP   |
| Deuxième vice-ministre-président Ministre de l'Intérieur                                                         |     | Joachim Herrmann      | CSU   |
| Ministre de la Justice et de la Protection des consommateurs                                                     |     | Beate Merk            | CSU   |
| Ministre de la Science, de la Recherche et de la Culture                                                         |     | Wolfgang Heubisch     | FDP   |
| Ministre de l'Enseignement et de l'Éducation                                                                     |     | Ludwig Spaenle        | CSU   |
| Ministre des Finances                                                                                            |     | Markus Söder          | CSU   |
| Ministre de l'Environnement et de la Santé                                                                       |     | Marcel Huber          | CSU   |
| Ministre de l'Alimentation, de l'Agriculture et des Forêts                                                       |     | Helmut Brunner        | CSU   |
| Ministre du Travail et de l'Ordre social, de la Famille et des Femmes                                            |     | Christine Haderthauer | CSU   |
| Ministre avec attributions spéciales Directeur de la chancellerie régionale                                      |     | Thomas Kreuzer        | CSU   |
| Ministre avec attributions spéciales Chargée des Affaires fédérales et européennes                               |     | Emilia Müller         | CSU   |